# پادمینی
پادمینی (انگلیسی: Padmini; ۱۲ ژوئن ۱۹۳۲ – ۲۴ سپتامبر ۲۰۰۶) یک هنرپیشه اهل هند بود.
او در فیلم نام من ژوکر است، کشوری که گنگ در آن جریان دارد و عاشق بازی کرده‌است.
وی همچنین برنده جوایزی همچون جوایز فیلم‌فیر بهترین بازیگر نقش مکمل زن شده‌است.

## فیلم‌شناسی
فهرست برخی از فیلم‌هایی که پادمینی در آن‌ها به ایفای نقش پرداخته‌است:
- نام من ژوکر است
- کشوری که گنگ در آن جریان دارد
- عاشق
- سرمه
- اشک و لبخند
- راننده ریکشا
- مادر ولانکانی
- شاهزاده
- نور جاویدان
- خال هندو
- رابطه با درد